# Vorhof zum Paradies
Vorhof zum Paradies (Originaltitel: Paradise Alley) ist ein US-amerikanisches Sportfilm-Drama aus dem Jahr 1978. Der Film handelt von den drei Brüdern Cosmo, Lenny und Victor, die in den 1940er Jahren im New Yorker Viertel Hell’s Kitchen leben und dort versuchen, ihr Glück mit Wrestling zu finden.
Das Drehbuch wurde von Sylvester Stallone verfasst, der auch Regie führte. Des Weiteren übernahm Stallone die Hauptrolle des Cosmo, einem der Brüder, und singt den Titelsong des Films. Neben Stallone übernahmen Armand Assante, Anne Archer sowie Joe Spinell, Co-Star aus Rocky, weitere Hauptrollen.

## Handlung
Die drei italienischstämmigen Brüder Cosmo, Lenny und Victor Carboni leben in ärmlichen Verhältnissen nach Kriegsende in Hell’s Kitchen, einem der schäbigsten Viertel von New York City. Die Persönlichkeit der Brüder könnte unterschiedlicher nicht sein. Cosmo strotzt vor Selbstbewusstsein, ist ein Gauner und immer auf der Suche nach leicht verdientem Geld. Lenny ist ein ehemaliger Kriegsheld, der angeschossen, verbittert und enttäuscht vom Leben nach Hell’s Kitchen zurückkehrte und nun als Leichenbestatter arbeitet. Victor ist ein einfacher, leicht zu beeinflussender junger Mann von imposantem Körperbau, der sofort seinen Aushilfsjob hinschmeißt, um – überredet von Cosmo – als Wrestler Karriere zu machen.
Weil Cosmo glaubt, dass mit Wrestling viel Geld zu machen sei, steigt Victor, der jüngste und größte der Carbonibrüder, als „Kid Salami“ – vor jedem Kampf steigt er mit Salamis behangen in den Ring – zur lokalen Wrestler-Größe auf.
Nach anfänglichen Bedenken erklärt sich Lenny damit einverstanden, die Manager-Rolle für seinen jüngsten Bruder zu übernehmen und organisiert zusammen mit Cosmo, der für das Training verantwortlich zeichnet, genügend Kämpfe für den jungen Wrestler, um mit dem aus Wetten gewonnenen Geld endlich aus den Slums von Hell’s Kitchen herauszukommen, denn jeder der Brüder hat Pläne und Träume für ein besseres Leben. So will beispielsweise Victor seine asiatische Freundin heiraten und mit ihr auf einem Hausboot in New Jersey leben.
Zunächst ist es Cosmo, der unter den Brüdern den Ton angibt und aggressiv die Förderung von Victor vorantreibt, der den Sport gegen den Willen seiner Freundin ausübt. Lenny macht sich hingegen Sorgen, dass sein jüngerer Bruder bei den Kämpfen verletzt werden könnte und gerät darüber immer wieder mit Cosmo in Streit, der nur an das schnelle Geld denkt. Doch Victor ist erfolgreich, legt einen Gegner nach dem anderen auf die Matte und ist hochmotiviert, auch wenn er nicht ohne Verletzungen aus den Kämpfen hervorgeht. In den nächsten Wochen verändert sich das Verhalten der Brüder: Cosmo beginnt sich Sorgen um Victor zu machen und hadert mit Schuldgefühlen, ihn in diese Situation gebracht zu haben. Da die Wettgewinne durch Victor immer größer werden, scheint Lenny Blut geleckt zu haben und interessiert sich immer mehr dafür, wie er Victor weiter finanziell ausnutzen kann und lebt seine manipulative Rolle voll aus. Darüber geraten Cosmo und Lenny immer wieder in Streit.
Lenny organisiert einen weiteren großen Kampf für Victor, bei dem es um viel Geld geht. Victor wird immer wieder gefoult und dabei verletzt, so dass Cosmo den Kampf abbrechen will, Lenny Victor aber weiterhin antreibt, damit er gewinnt. In der 22. Runde kann sich Victor dann endlich durchsetzen und geht blutüberströmt und glücklich als Sieger aus dem Ring. Cosmo und Lenny stürmen den Ring und fragen den angeschlagenen jüngeren Bruder, ob er in Ordnung sei und warum er so lange durchgehalten habe. Mit seinem Durchhaltevermögen wollte Victor seinen Brüdern beweisen, dass es Wichtigeres gibt als auf Geld zu setzen und sagt ihnen, dass ihm die Zeit am besten gefallen habe, als sie einfach nur Brüder waren, worauf sich das Trio wieder vereint in die Arme fällt.

## Hintergrund
- Nach dem großen Erfolg des Boxer-Dramas Rocky (1976), erhielt Stallone grünes Licht zur Realisierung von Universal Pictures.
- Im Film sind eine Reihe von professionellen Wrestlern wie Terry Funk zu sehen. Cameo-Auftritte haben ebenfalls Ted DiBiase, Bob Roop, Dick Murdoch, Dory Funk Jr., Don Leo Jonathan, Don Kernodle, Gene Kiniski, Dennis Stamp, Ray Stevens und Uliuli Fifita.

## Synchronisation
Die deutsche Synchronisation entstand nach einem Dialogbuch und unter der Dialogregie von Joachim Kunzendorf im Auftrag der Berliner Synchron GmbH.
| Rolle          | Darsteller         | Synchronsprecher      |
| -------------- | ------------------ | --------------------- |
| Cosmo Carboni  | Sylvester Stallone | Jürgen Prochnow       |
| Victor Carboni | Lee Canalito       | Ulli Kinalzik         |
| Lenny Carboni  | Armand Assante     | Hans-Werner Bussinger |
| Big Glory      | Frank McRae        | Helmut Krauss         |
| Annie          | Anne Archer        | Rita Engelmann        |
| Stitch         | Kevin Conway       | Rolf Schult           |
| Frankie        | Terry Funk         | Gerd Duwner           |
| Burp           | Joe Spinell        | Harry Wüstenhagen     |
| Bunchie        | Joyce Ingalls      | Traudel Haas          |
| Susan Chow     | Aimee Eccles       | Susanna Bonasewicz    |

## Kritiken
„Ein oberflächliches Aufsteiger-Märchen im stimmungsvollen Ambiente, das die üblichen Zutaten und Sentimentalitäten reproduziert. Eine kritische Distanz zum Ringsport in seiner brutalsten Ausprägung fehlt völlig: der Film begnügt sich damit, dessen Auswüchse als Belustigungsmittel anzubieten. Charakterzeichnung, parodistische Ansätze und schauspielerische Differenzierung bleiben auf der Strecke.“

„Teils platte, teils ziemlich drollige Nostalgieballade.“

„‚Rocky‘ Sylvester Stallone ist Hauptdarsteller, Autor und Regisseur dieses komödiantischen Actionfilms. Nach seinen triumphalen Erfolgen mit den Box-Streifen um ‚Rocky‘ bewegte sich der Muskelprotz in gewohnten Gefilden. Die bitteren Aspekte der Kampfgeschichte kontrastiert er mit bizarrer Komik.“